# Banya: The Explosive Delivery Man
Banya: The Explosive Delivery Man (кор. 폭주배달부 반야, укр. Банья: Шалений Кур’єр) — пригодницька фентезі-манхва, намальована манґакою під псевдонімом «Кім Йон О», про пригоди у фентезійному світі.

## Сюжет
У світі, де вирує війна між людьми та чудовиськами, юні кур’єри Поштової Служби  Пустелі Гайа не присягали на вірність жодній країні та жодним  правителям. Їх пов'язувала лише присяга доставки: "Швидко. Влучно. Безпечно”. Найшаленішого та спритнішого з них, Банью, ніщо не могло спинити перед виконанням завдання!

## Публікація
Написана та ілюстрована Кім Йон О манхва виходила у журналі Booking видавництва Haksan Publishing. Окремі глави манхви були зібрані в п'ять томів, що вийшли у період з 11 серпня 2004 по 6 березщня 2006.
У 2006 на Sakura-Con видавництво Dark Horse Comics анонсували вихід англійського перекладу.

### Список томів
| - 1. A Man With a Job - 2. Boy and Girl - 3. The Messenger - 4. Trackers - 5. Separation - 6. Gorigon Woods |

| - 7. Mei's Rescue, Part 1 - 8. Mei's Rescue, Part 2 - 9. Work Accomplished! - 10. Motherhood, Part 1 - 11. Motherhood, Part 2 - 12. Motherhood, Part 3 - 13. Indomitable |

| - 14. In the Heart of the Mountains - 15. Battle at Chamhwe Temple - 16. The Breaking of the Seal - 17. Return of the Summoned - 18. A Kid Named Mido - 19. The Road Home - 20. Save Mido! - 21. Awakening |

| - 22. People from the Past, Part 1 - 23. People from the Past, Part 2 - 24. Crossroads of Fate - 25. Attack, Part 1 - 26. Attack, Part 2 - 27. To Protect - 28. Omen - 29. Man and Sword - 30. Company |

| - 31. Omens - 32. Crisis - 33. Hard Journey - 34. Entrance to the Black Mountain - 35. Reunion - 36. Attacker - 37. Awakening - 38. Truth of the Dragon |